# Matej Falat
Matej Falat (* 8. Februar 1993 in Bojnice) ist ein slowakischer Skirennläufer. Er startet in allen Disziplinen. Sein größter Erfolg ist der Gewinn der Silbermedaille im Mannschaftswettbewerb der Weltmeisterschaften 2017.

## Biografie
Falat nahm ab Dezember 2008 an FIS-Rennen teil. Bei insgesamt fünf Teilnahmen an Juniorenweltmeisterschaften war ein 16. Platz sein bestes Ergebnis. Sein Debüt im Weltcup hatte er am 26. Februar 2011 in der Super-Kombination von Bansko. Bisher gelang es ihm aber noch nie, in die Weltcup-Punkteränge zu fahren. Im Europacup und im Nor-Am Cup erzielte er je einmal ein Top-10-Ergebnis. Falat nahm an den Olympischen Winterspielen 2014 in Sotschi teil und fuhr dort im Super-G auf den 42. Platz. Bei bisher drei Teilnahmen an Winter-Universiaden gewann er drei Medaillen: 2015 Silber im Slalom und Bronze in der Super-Kombination, 2017 Bronze in der Kombination.
2011 in Garmisch-Partenkirchen und 2013 in Schladming nahm Falat an Weltmeisterschaften teil. Auch für die Weltmeisterschaften 2017 in St. Moritz wurde er aufgeboten. Beim dortigen Mannschaftswettbewerb gewann er überraschend die Silbermedaille.

## Erfolge

### Olympische Spiele
- Sotschi 2014: 42. Super-G
- Pyeongchang 2018: 9. Mannschaftswettbewerb, 50. Riesenslalom

### Weltmeisterschaften
- Garmisch-Partenkirchen 2011: 24. Super-Kombination, 36. Super-G
- Schladming 2013: 50. Super-G
- St. Moritz 2017: 2. Mannschaftswettbewerb, 37. Riesenslalom
- Åre 2019: 5. Mannschaftswettbewerb, 34. Slalom

### Juniorenweltmeisterschaften
- Garmisch-Partenkirchen 2009: 47. Riesenslalom
- Mont Blanc 2010: 16. Kombination, 29. Slalom, 49. Riesenslalom, 75. Abfahrt
- Crans-Montana 2011: 28. Slalom, 62. Super-G, 79. Abfahrt
- Roccaraso 2012: 35. Abfahrt, 47. Riesenslalom
- Québec 2013: 38. Riesenslalom, 41. Abfahrt, 62. Super-G
- Jasná 2014: 31. Super-Kombination, 52. Abfahrt, 53. Super-G

### Universiade
- Trentino 2013: 9. Slalom, 24. Super-G, 29. Abfahrt, 31. Riesenslalom
- Granada 2015: 2. Slalom, 3. Super-Kombination, 13. Super-G
- Almaty 2017: 3. Kombination, 21. Riesenslalom

### Weitere Erfolge
- 1 Top-10-Platzierung im Europacup
- 1 Top-10-Platzierung im Nor-Am Cup
- 2 Podestplätze im Australia New Zealand Cup
- 2 slowakische Meistertitel: Abfahrt und Super-G 2013
- European Youth Olympic Festival Szczyrk 2009: 19. Slalom
- 6 Siege in FIS-Rennen